# Pygora andranovory
Pygora andranovory är en skalbaggsart som beskrevs av Renaud Maurice Adrien Paulian 1994. Pygora andranovory ingår i släktet Pygora och familjen Cetoniidae. Inga underarter finns listade i Catalogue of Life.